# Brompton Bicycle

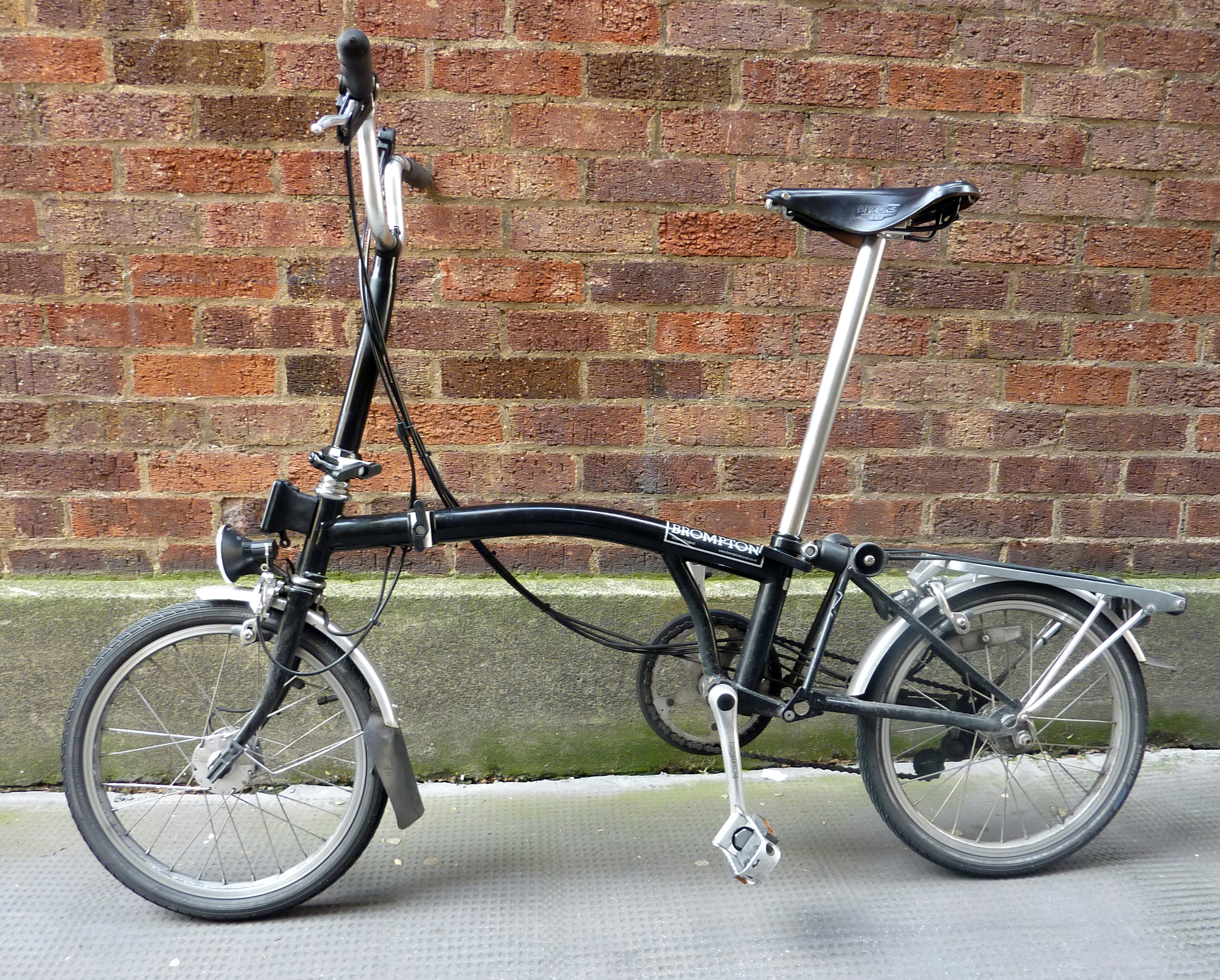
Brompton

Brompton Bicycle Ltd. (BBL) is een Britse fabrikant van vouwfietsen, gevestigd in Brentford (Londen).
Het bedrijf is in 1976 opgericht voor de productie van fietsen op basis van een vinding van Andrew Ritchie voor fietsen met een in drieën vouwbare hoofdconstructie die in 1976 met succes voor octrooi is aangemeld.

Hoewel dit zogenaamde Brompton-patent al sedert vele jaren is verlopen vormt het nog steeds de basis van de hoofdactiviteit van Brompton Bicycle Ltd.: het produceren van inmiddels jaarlijks circa 30.000 vouwfietsen (2011-2012) in het hogere prijssegment.
Ritchie werd voor zijn vouwfiets geïnspireerd door de Bickerton. Hij bouwde de eerste prototypes in zijn appartement, en ontleende de bedrijfsnaam aan Brompton Oratory, een kerk waar het appartement op uitkeek.

## Auteursrecht
De huidige Brompton-fietsen zijn weliswaar op het 'Brompton-patent' gebaseerd, maar wijken in vormgeving duidelijk af van de eerste fietsen die op basis van dit patent werden ontworpen. De kenmerkende vormgeving van het Brompton-frame is eveneens ontsproten aan het brein van Andrew Ritchie. Het eerste ontwerp stamt uit 1978, en is sedertdien geëvolueerd tot een verschijningsvorm waarbij de voor Brompton zo typerende vormgeving versterkt tot uiting komt.
Met het verlopen van het Brompton-patent zagen verscheidene andere fabrikanten van vouwfietsen hun kans schoon sterk op Brompton gelijkende fietsen te maken. Ze vergaten daarbij dat een patent niet zozeer de vormgeving/design als wel een technisch principe beschrijft en beschermt. In plaats van zich te concentreren op de gepatenteerde vouwtechniek resulteerde dit veelal in het kopiëren van de vormgeving van de inmiddels relatief populaire Brompton.

Deze vormgeving was inmiddels vele malen inzet geweest van juridische strijd in diverse landen. Bij deze geschillen werd Brompton zonder uitzondering in het gelijk gesteld, waardoor Brompton Bicycle Ltd. (waarschijnlijk als eerste) met succes auteursrechten heeft geclaimd op de vormgeving van fietsen.

## Gamma
Inmiddels produceert Brompton Bicycle fietsen op basis van 8 licht van elkaar verschillende frames.
De huidige 4 basistypes M-type (modal-position), H-type (high-position), S-type (sports-position) en P-type (poly-position) worden elk in twee variaties, 'All-Steel' en 'Superlight', geproduceerd. De combinatie van hoofd- en voor-frame is in alle gevallen gelijk en van staal gemaakt. De onderlinge verschillen zitten in de hoogte en doorzetting van de (stalen) combinatie van stuurpen en stuurkolom. De 'Superlight'-frames onderscheiden zich verder in het gebruik van titanium in plaats van staal voor de constructie van achterframe en voorvork.
Verder zijn alle huidige modellen voorzien van dezelfde wielmaat op basis van ETRTO 349 mm-velgen, dit resulteert in een nominale wielmaat van 42 cm of 16 inch. Onderling verschillen van de diverse modellen verder door verschillende onderdelen en uitrusting. 
Een fors deel van de productie wordt geëxporteerd naar landen zoals Nederland.

## Opvouwen
1. De fiets wordt aan het zadel opgetild. Het achterwiel kan nu naar onder worden geklapt. De afstand tussen de tandwielen wordt nu minder, maar een kettingspanner zorgt ervoor dat de ketting op de tandwielen blijft liggen. De fiets rust nu op de bagagedrager en kan zo blijven staan. Er is dan ook geen standaard nodig. Wel is het nodig dat de bagagedrager leeg is.
2. Draai de trappers zodat de rechtertrapper achter zit. Het voorste deel van de fiets wordt losgeschroefd en naar rechts geklapt. Er zit een haak naast de voorvork die aan het frame blijft haken.
3. De zadelpen wordt losgemaakt en het zadel wordt naar beneden geschoven. Dit betekent niet alleen dat het pakketje kleiner wordt, want het onderste deel van de zadelpen komt nu tegen een nok die aan het achterste deel van de fiets zit en daardoor kan de fiets worden opgetild zonder dat het achterste deel weer loskomt. Bovendien blijft het voorste deel vastgehaakt zitten.
4. De bagagedrager rust op de grond. Doordat er wieltjes op de bagagedrager zitten, kan de fiets nu bij het stuur gepakt worden en als een karretje geduwd worden.
5. Het stuur kan worden losgemaakt en naar beneden worden geklapt.
6. De linkertrapper kan worden weggevouwen.

In het gewone Nederlandse en Belgische Intercitymaterieel vind je zitplaatsen met de rugleuningen tegen elkaar. Een opgevouwen Brompton past daar precies tussen.